# Tomaszewo (powiat nowotomyski)
Tomaszewo – osada w Polsce położona w województwie wielkopolskim, w powiecie nowotomyskim, w gminie Kuślin.
Leon Plater w XIX-wiecznej książce pod tytułem "Opisanie historyczno-statystyczne Wielkiego Księztwa Poznańskiego" (wyd. 1846) zalicza folwark Tomaszewo do wsi mniejszych w ówczesnym powiecie bukowskim, który dzielił się na cztery okręgi (bukowski, grodziski, lutomyślski oraz lwowkowski). Tomaszewo należało do okręgu bukowskiego, w obrębie majętności prywatnej Głuponie, której właścicielem była wówczas Stanisława Szczaniecka. Według spisu urzędowego z 1837 roku osada liczyła 44 mieszkańców i 3 dymy (domostwa).
W latach 1975–1998 miejscowość należała administracyjnie do województwa poznańskiego.